# Oratorio del Rosario di Santa Cita

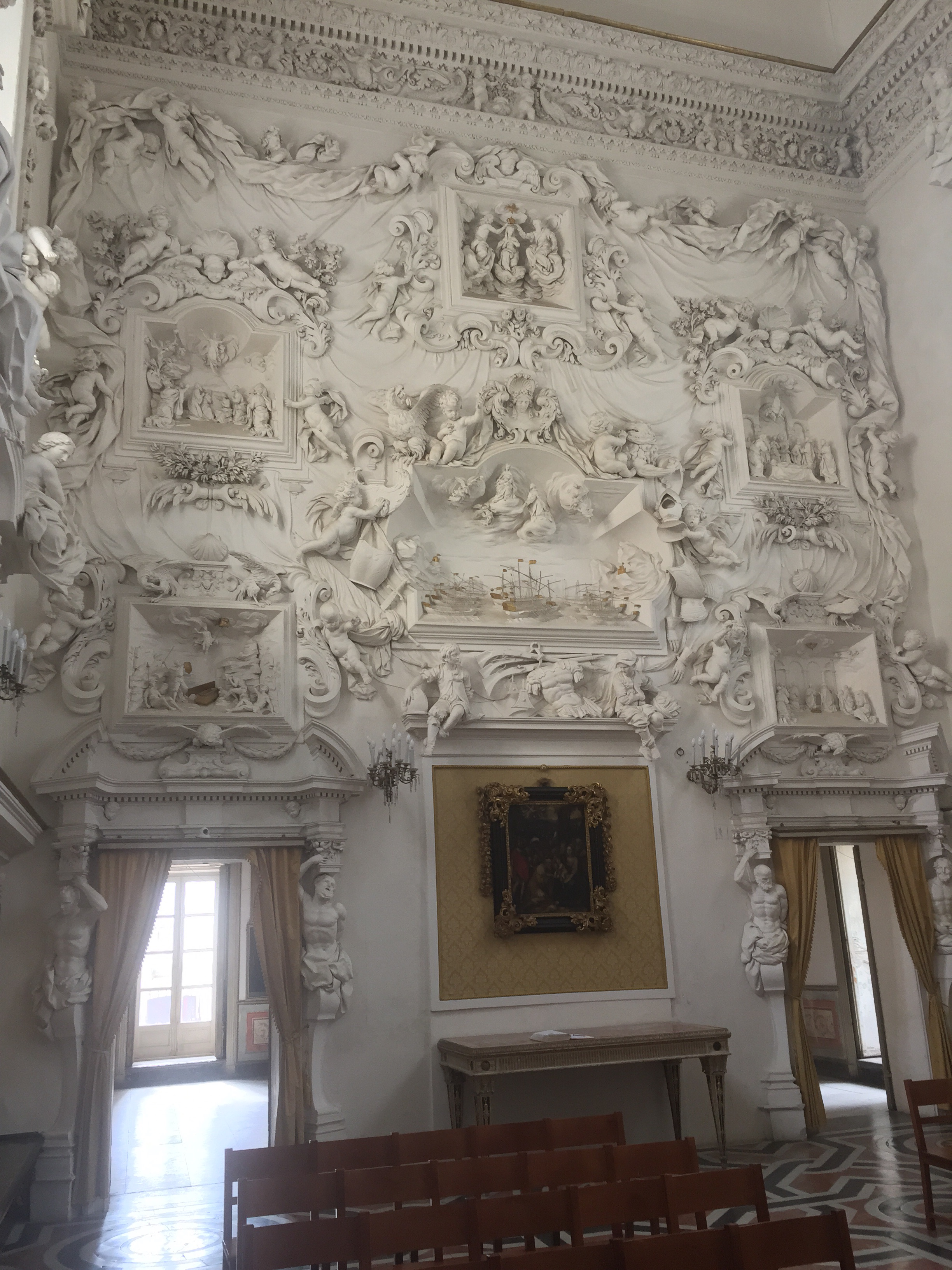
Frontseite der Rosenkranzkapelle

Das Oratorio del Rosario di Santa Cita ist ein Gebetshaus in Palermo auf Sizilien.
Gebaut wurde es im 17. Jahrhundert neben der Kirche Santa Cita von der Compagnia del Rosario in Santa Cita. Das Oratorium ist mit seiner Ausstattung ein klassisches Beispiel für die gegenreformatorischen Forderungen, auch an die Künstler, die während des Tridenter Konzils erarbeitet wurden.
Zum Gesamtkunstwerk wurde das Oratorium durch die aufwändigen Stuckarbeiten, die Giacomo Serpotta zwischen 1685 und 1690 schuf. Zentrales Thema ist der Sieg des Katholizismus gegen Ketzer und Ungläubige. Die einzelnen Relieffelder mit ihren sorgfältig ausmodellierten Figurengruppen zeigen szenischen Erzählungen des Neuen Testaments, die fünfzehn Geheimnisse des Rosenkranzes, allegorische Darstellungen von Tugenden, jubilierende Engel und Putten und als zentrales Thema die Seeschlacht von Lepanto am 7. Oktober 1571 in der Meerenge von Nafpaktos, in der die christlichen Mittelmeermächte einen überraschenden Sieg gegen das Osmanische Reich errangen. Dieser Sieg, so die Legende, war nur mittels der wundersamen Hilfe der Jungfrau Maria möglich. So nimmt Serpotta die Seeschlacht zum programmatischen Ausgangspunkt seiner Bildszenen für eine nach vorn gerichtete Neubelebung des Katholizismus, die schließlich in seinen Stuckarbeiten ihren tiefen Ausdruck findet. Nach Arbeiten im Oratorio del Rosario di San Domenico von Palermo schuf Serpotta für das Presbyterium 1717 die großformatigen Standfiguren von Ester und Judith, die seinen reifen Schaffensstil verraten. Während der kürzlich durchgeführten Restaurierung wurden unter den Stuckaturen die Vorzeichnungen von Serpotta entdeckt. Das Altarbild „Madonna mit dem Rosenkranz“ schuf Carlo Maratta 1695.